# Unione Calcio Sampdoria 2016-2017
Questa voce raccoglie le informazioni riguardanti l'Unione Calcio Sampdoria nelle competizioni ufficiali della stagione 2016-2017.

## Stagione
La stagione 2016-2017 vede i blucerchiati impegnati per la 60ª volta in Serie A. Alla guida della squadra viene ingaggiato Marco Giampaolo, che sostituisce Vincenzo Montella.
I blucerchiati, reduci da una stagione tribolata e foriera di una movimentata sessione di mercato, ottengono risultati alterni nel corso delle amichevoli estive, tra cui una sconfitta a sorpresa contro la Feralpisalò, in cui la squadra dimostra alcune difficoltà, e una decisamente più convincente contro il Barcellona.
Il 14 agosto 2016, al debutto ufficiale per la stagione 2016-2017, la Samp batte agevolmente il Bassano Virtus 3-0 grazie alla doppietta di Luis Muriel e al gol di Ante Budimir. In campionato, la squadra inizia vincendo sia in trasferta, 1-0 contro l'Empoli, che in casa, contro l'Atalanta (2-1), per poi inanellare quattro sconfitte consecutive, molte delle quali per via di errori individuali dei giocatori in rosa.
Dopo la vittoria nel derby (2-1), la Samp si stabilisce al centro della classifica alternando prestazioni incolori a partite spettacolari, come la rimonta da 0-2 a 3-2 in casa contro il Sassuolo o le vittorie contro Torino, Roma e Milan, che riporteranno entusiasmo all'ambiente. Inoltre i blucerchiati, in occasione del derby di ritorno l'11 marzo 2017 e vinto "in trasferta" per 0-1, riescono nell'impresa di vincere, a ben 57 anni dall'ultima volta, il doppio confronto cittadino in Serie A. Infine, dopo aver battuto per la seconda volta in stagione l'Inter il 3 aprile, la Sampdoria cala e chiude la stagione con quattro sconfitte nelle ultime otto partite, compreso un disastroso 7-3 contro la Lazio.

## Divise e sponsor
Lo sponsor tecnico per la stagione 2016-2017 è Joma. Il marchio automobilistico SsangYong Motor Company viene confermato come terzo sponsor sulla maglia. Dalla 16ª giornata il main sponsor è Veratour.
| Casa (blucerchiata) | Trasferta (bianca) | Terza divisa (pervinca) | 70 anni |

## Organigramma societario
Consiglio di Amministrazione
- Presidente: Massimo Ferrero
- Consiglieri: Marco Benucci, Giorgio Ferrero, Vanessa Ferrero, Gaetano Sannolo

Direzione Generale
- Direttore Operativo: Alberto Bosco
- Staff Presidenza e Direzione Operativa: Cinzia Bruzzese, Tiziana Pucci

Direzione Sportiva
- Direttore sportivo: Carlo Osti
- Direttore Sportivo Settore Giovanile: Riccardo Pecini

Area organizzativa
- Segretario Generale: Massimo Ienca
- Segreteria Sportiva e Affari Internazionali: Federico Valdambrini
- Team manager: Giorgio Ajazzone
- Segreteria: Cecilia Lora
- Responsabile Biglietteria e SLO: Sergio Tantillo
- Area Biglietteria: Alberto Casagrande
- Delegato Sicurezza Stadio "Ferraris": Matteo Sanna
- Reception e Servizi: Fabio Bersi, Cristina Calvo

Area amministrativa
- Direttore Amministrativo: Carlo Catanoso
- Responsabile Personale: Anna Montanari
- Amministrazione: Nicole Rinaldi, Alessio Rosabianca

Area comunicazione
- Direttore Comunicazione: Paolo Viganò
- Addetto Stampa: Federico Berlingheri
- Ufficio Stampa: Federico Falasca, Alessandro Pintimalli

Area marketing
- Responsabile Marketing: Nicoletta Sommella
- Area Marketing: Luca Guglielmo

Area logistica e acquisti
- Responsabile Logistica e Acquisti: Amedeo Tortarolo
- Responsabile Magazzino: Paolo Zanardi
- Magazzinieri: Anna Bugatto, Bardul Jaiji, Massimo Rossi, Roberto Rossi, Mauro Sutto

Settore Giovanile
- Responsabile Settore Giovanile: Giovanni Invernizzi
- Coordinatore Scouting: Fabio Papagni
- Segretari Settore Giovanile: Tommaso Mattioli, Manuela Gomiscek
- Coordinatore Attività di Base: Fabio Calcaterra
- Coordinatore Progetto Next Generation Sampdoria: Stefano Ghisleni

Staff tecnico
- Allenatore: Marco Giampaolo
- Allenatore in seconda: Francesco Conti
- Collaboratori tecnici: Salvatore Foti, Fabio Micarelli
- Preparatori atletici: Massimo Catalano, Roberto Peressutti, Stefano Rapetti, Agostino Tibaudi
- Preparatore dei portieri: Andrea Sardini
- Riabilitatore di campo: Umberto Borino
- Video analyst: Sergio Spalla

Area sanitaria
- Responsabile Medico: Dott. Amedeo Baldari
- Medici sociali: Prof. Claudio Mazzola, Dott. Alessandro Rollero, Dott. Gian Edilio Solimei
- Massaggiatori e Fisioterapisti: Roberto Cappannelli, Mauro Doimi, Maurizio Lo Biundo

## Rosa
Rosa e numeri aggiornati al 1º febbraio 2017.
| N. |                       | Ruolo | Calciatore                |
| -- | --------------------- | ----- | ------------------------- |
| 1  | Italia (bandiera)     | P     | Christian Puggioni        |
| 2  | Italia (bandiera)     | P     | Emiliano Viviano          |
| 3  | Nigeria (bandiera)    | D     | Stanley Amuzie            |
| 4  | Croazia (bandiera)    | D     | Lorenco Šimić             |
| 5  | Brasile (bandiera)    | D     | Leandro Castán            |
| 5  | Brasile (bandiera)    | D     | Dodô                      |
| 6  | Italia (bandiera)     | C     | Mirko Eramo               |
| 7  | Colombia (bandiera)   | C     | Carlos Carbonero          |
| 8  | Paraguay (bandiera)   | C     | Édgar Barreto             |
| 9  | Colombia (bandiera)   | A     | Luis Muriel               |
| 10 | Portogallo (bandiera) | C     | Bruno Fernandes           |
| 11 | Argentina (bandiera)  | C     | Ricky Álvarez             |
| 12 | Lituania (bandiera)   | P     | Titas Krapikas            |
| 13 | Portogallo (bandiera) | D     | Pedro Pereira             |
| 13 | Ungheria (bandiera)   | P     | Gergely Hutvágner         |
| 14 | Rep. Ceca (bandiera)  | A     | Patrik Schick             |
| 15 | Slovenia (bandiera)   | D     | Luka Krajnc               |
| 15 | Spagna (bandiera)     | A     | Ibourahima Baldé          |
| 16 | Polonia (bandiera)    | C     | Karol Linetty             |
| 17 | Italia (bandiera)     | C     | Angelo Palombo (capitano) |
| 18 | Belgio (bandiera)     | C     | Dennis Praet              |

| N. |                       | Ruolo | Calciatore                   |
| -- | --------------------- | ----- | ---------------------------- |
| 19 | Italia (bandiera)     | D     | Vasco Regini (vice capitano) |
| 20 | Svizzera (bandiera)   | D     | Daniel Pavlović              |
| 21 | Italia (bandiera)     | C     | Luca Cigarini                |
| 22 | Italia (bandiera)     | D     | Jacopo Sala                  |
| 23 | Serbia (bandiera)     | C     | Filip Đuričić                |
| 24 | Polonia (bandiera)    | D     | Bartosz Bereszyński          |
| 26 | Argentina (bandiera)  | D     | Matías Silvestre             |
| 27 | Italia (bandiera)     | A     | Fabio Quagliarella           |
| 29 | Italia (bandiera)     | C     | Andrea Tessiore              |
| 30 | Italia (bandiera)     | P     | Wladimiro Falcone            |
| 31 | Slovacchia (bandiera) | C     | Denis Baumgartner            |
| 32 | Italia (bandiera)     | A     | Giacomo Vrioni               |
| 33 | Italia (bandiera)     | P     | Pietro Cavagnaro             |
| 34 | Uruguay (bandiera)    | C     | Lucas Torreira               |
| 37 | Slovacchia (bandiera) | D     | Milan Škriniar               |
| 47 | Croazia (bandiera)    | A     | Ante Budimir                 |
| 77 | Slovacchia (bandiera) | C     | Michal Tomič                 |
| 92 | Italia (bandiera)     | P     | Andrea Tozzo                 |
| 95 | Slovacchia (bandiera) | C     | Dávid Ivan                   |
| 99 | Italia (bandiera)     | A     | Antonio Cassano              |

## Calciomercato

### Sessione estiva(dal 1º/7 al 31/8)
Il mercato estivo della Samp vede gli arrivi di: Krajnc, Dodô, Pavlović, Bruno Fernades, Cigarini, Linetty, Praet, Đuričić, Budimir, Schick. Dai rispettivi prestiti tornano Tozzo, Regini, Eramo e Torreira che si aggregano alla rosa. Inoltre, la società acquisisce gli interi cartellini di Viviano, Sala e Quagliarella e rinnova il prestito di Carbonero. Vengono anche acquistati i giovani Capezzi, Palumbo e Criscuolo che sono lasciati in prestito ai club di vendita.
Non vengono confermati invece Brignoli, Cassani, Diakité, Ranocchia, Christodoulopoulos e Rodriguez. Vengono ceduti: De Silvestri, Moisander, Mesbah, Soriano, Campaña, Fernando, Krsticic, Correa e Sansone. In prestito vengono mandati: Hromada, Lulic e Ponce all'estero; Rolando, Varga, Rocca, De Vitis, Martinelli, Bonazzoli, Ivan e Fedato in Serie B; Falcone, Massa, Serinelli, Calò, Merkaj e Lancia in Lega Pro.
| Acquisti della Prima squadra | Acquisti della Prima squadra | Acquisti della Prima squadra | Acquisti della Prima squadra                        |
| R.                           | Nome                         | da                           | Modalità                                            |
| ---------------------------- | ---------------------------- | ---------------------------- | --------------------------------------------------- |
| D                            | Daniel Pavlović              | Grasshoppers                 | svincolato                                          |
| P                            | Emiliano Viviano             | Palermo                      | riscatto (2,3 mln)                                  |
| D                            | Jacopo Sala                  | Verona                       | riscatto (5 mln)                                    |
| A                            | Fabio Quagliarella           | Torino                       | riscatto (2,7 mln)                                  |
| D                            | Stanley Amuzie               | Olhanense                    | definitivo                                          |
| C                            | Luca Cigarini                | Atalanta                     | definitivo (3,5 mln)                                |
| C                            | Karol Linetty                | Lech Poznań                  | definitivo (3,2 mln)                                |
| C                            | Dennis Praet                 | Anderlecht                   | definitivo (11 mln)                                 |
| A                            | Ante Budimir                 | Crotone                      | definitivo (1,8 mln)                                |
| A                            | Patrik Schick                | Sparta Praga                 | definitivo (4 mln)                                  |
| D                            | Leandro Castán               | Roma                         | prestito                                            |
| D                            | Dodô                         | Inter                        | prestito biennale con obbligo di riscatto (a 5 mln) |
| D                            | Luka Krajnc                  | Cagliari                     | prestito                                            |
| C                            | Carlos Carbonero             | Fénix                        | prestito                                            |
| C                            | Filip Đuričić                | Benfica                      | prestito                                            |
| C                            | Bruno Fernandes              | Udinese                      | prestito con obbligo di riscatto (1 mln + 6 mln)    |
| P                            | Andrea Tozzo                 | Novara                       | fine prestito                                       |
| D                            | Vasco Regini                 | Napoli                       | fine prestito                                       |
| C                            | Mirko Eramo                  | Trapani                      | fine prestito                                       |
| C                            | Lucas Torreira               | Pescara                      | fine prestito                                       |
| Altre operazioni             |                              |                              |                                                     |
| R.                           | Nome                         | da                           | Modalità                                            |
| P                            | Titas Krapikas               | Nacionaline akademija        | riscatto                                            |
| D                            | Giacomo Ferrazzo             | Pordenone                    | riscatto                                            |
| D                            | Bambo Diaby                  | Cornellà                     | definitivo                                          |
| D                            | Gonçalo Henriques            | Belenenses                   | definitivo                                          |
| D                            | Roberts Veips                | Skonto                       | definitivo                                          |
| C                            | Leonardo Capezzi             | Crotone                      | definitivo (1 mln)                                  |
| C                            | Roberto Criscuolo            | Latina                       | definitivo                                          |
| C                            | Maxime Leverbe               | Ajaccio                      | definitivo                                          |
| C                            | Antonio Palumbo              | Ternana                      | definitivo (0,7 mln)                                |
| A                            | Mario Ferreira               | Benfica                      | definitivo                                          |
| A                            | Salvatore Lancia             | Verona                       | definitivo                                          |
| A                            | Alberto Testa                | Livorno                      | prestito                                            |
| P                            | Wladimiro Falcone            | Savona                       | fine prestito                                       |
| D                            | Oliveira Jefferson           | Atlético CP                  | fine prestito                                       |
| D                            | Mattia Placido               | Savona                       | fine prestito                                       |
| D                            | Gabriele Rolando             | Matera                       | fine prestito                                       |
| C                            | José Campaña                 | Alcorcón                     | fine prestito                                       |
| C                            | Alessandro De Vitis          | SPAL                         | fine prestito                                       |
| C                            | Jakub Hromada                | Senica                       | fine prestito                                       |
| C                            | Karlo Lulić                  | Bohemians 1905               | fine prestito                                       |
| C                            | Alessandro Martinelli        | Brescia                      | fine prestito                                       |
| C                            | Georges Douglas Petdji Tsila | Pro Patria                   | fine prestito                                       |
| C                            | Michele Rocca                | Lanciano                     | fine prestito                                       |
| C                            | Gianluca Sampietro           | Pro Patria                   | fine prestito                                       |
| A                            | Federico Bonazzoli           | Lanciano                     | fine prestito                                       |
| A                            | Andrea Corsini               | Cuneo                        | fine prestito                                       |
| A                            | Francesco Fedato             | Livorno                      | fine prestito                                       |
| A                            | Gianluca Sansone             | Bari                         | fine prestito                                       |

| Cessioni della Prima squadra | Cessioni della Prima squadra | Cessioni della Prima squadra | Cessioni della Prima squadra |
| R.                           | Nome                         | a                            | Modalità                     |
| ---------------------------- | ---------------------------- | ---------------------------- | ---------------------------- |
| D                            | Mattia Cassani               | Bari                         | svincolato                   |
| D                            | Modibo Diakité               |                              | svincolato                   |
| D                            | Djamel Mesbah                | Crotone                      | rescissione                  |
| C                            | Nenad Krstičić               | Alavés                       | rescissione                  |
| D                            | Lorenzo De Silvestri         | Torino                       | definitivo (3,6 mln)         |
| D                            | Niklas Moisander             | Werder Brema                 | definitivo (1,8 mln)         |
| C                            | Joaquín Correa               | Siviglia                     | definitivo (13 mln)          |
| C                            | Fernando                     | Spartak Mosca                | definitivo (12,5 mln)        |
| C                            | Roberto Soriano              | Villarreal                   | definitivo (14,1 mln)        |
| D                            | Leandro Castán               | Torino                       | prestito                     |
| C                            | Dávid Ivan                   | Bari                         | prestito                     |
| P                            | Alberto Brignoli             | Juventus                     | fine prestito                |
| D                            | Andrea Ranocchia             | Inter                        | fine prestito                |
| C                            | Lazaros Christodoulopoulos   | Verona                       | fine prestito                |
| A                            | Alejandro Rodríguez          | Cesena                       | fine prestito                |
| Altre operazioni             |                              |                              |                              |
| R.                           | Nome                         | a                            | Modalità                     |
| C                            | Gianluca Sampietro           | Taranto                      | svincolato                   |
| D                            | Fabrizio Cacciatore          | Chievo                       | riscatto                     |
| D                            | Andrea Coda                  | Pescara                      | riscatto (0,2 mln)           |
| D                            | Ervin Zukanović              | Roma                         | riscatto (2,8 mln)           |
| C                            | Alfred Duncan                | Sassuolo                     | riscatto (6 mln)             |
| C                            | Luca Rizzo                   | Bologna                      | riscatto (6 mln)             |
| C                            | Paweł Wszołek                | Verona                       | riscatto                     |
| D                            | Adams Barry                  | Latina                       | definitivo                   |
| D                            | Mattia Placido               | Teramo                       | definitivo                   |
| C                            | José Campaña                 | Levante                      | definitivo                   |
| A                            | Andrea Corsini               | Cuneo                        | definitivo                   |
| A                            | Gianluca Sansone             | Novara                       | definitivo                   |
| P                            | Wladimiro Falcone            | Livorno                      | prestito                     |
| D                            | Oliveira Jefferson           | Gil Vicente                  | prestito                     |
| D                            | Riccardo Massa               | Pontedera                    | prestito                     |
| D                            | Gabriele Rolando             | Latina                       | prestito                     |
| D                            | Atila Varga                  | Latina                       | prestito                     |
| C                            | Giacomo Calò                 | Pontedera                    | prestito                     |
| C                            | Leonardo Capezzi             | Crotone                      | prestito                     |
| C                            | Roberto Criscuolo            | Latina                       | prestito biennale            |
| C                            | Alessandro De Vitis          | Latina                       | prestito                     |
| C                            | Jakub Hromada                | Viktoria Plzeň               | prestito                     |
| C                            | Karlo Lulić                  | Osijek                       | prestito                     |
| C                            | Alessandro Martinelli        | Brescia                      | prestito                     |
| C                            | Antonio Palumbo              | Ternana                      | prestito                     |
| C                            | Michele Rocca                | Latina                       | prestito                     |
| C                            | Leonardo Serinelli           | Tuttocuoio                   | prestito                     |
| A                            | Federico Bonazzoli           | Brescia                      | prestito                     |
| A                            | Francesco Fedato             | Bari                         | prestito                     |
| A                            | Salvatore Lancia             | Reggina                      | prestito                     |
| A                            | Olger Merkaj                 | Tuttocuoio                   | prestito                     |
| A                            | Andrés Ponce                 | Lugano                       | prestito                     |

### Sessione invernale(dal 3/1 al 31/1)
| Acquisti         | Acquisti            | Acquisti       | Acquisti             |
| R.               | Nome                | da             | Modalità             |
| ---------------- | ------------------- | -------------- | -------------------- |
| P                | Wladimiro Falcone   | Livorno        | fine prestito        |
| D                | Bartosz Bereszyński | Legia Varsavia | definitivo (2 mln)   |
| D                | Lorenco Šimić       | Hajduk Spalato | definitivo (1,2 mln) |
| Altre operazioni |                     |                |                      |
| R.               | Nome                | da             | Modalità             |
| C                | Filip Đuričić       | Benfica        | riscatto (3 mln)     |
| C                | Michal Tomič        | Senica         | riscatto             |
| C                | Valerio Verre       | Pescara        | definitivo (4,5 mln) |

| Cessioni         | Cessioni         | Cessioni  | Cessioni                 |
| R.               | Nome             | a         | Modalità                 |
| ---------------- | ---------------- | --------- | ------------------------ |
| P                | Andrea Tozzo     | Matera    | prestito                 |
| D                | Luka Krajnc      | Cagliari  | fine prestito            |
| D                | Pedro Pereira    | Benfica   | definitivo (3 mln)       |
| C                | Carlos Carbonero |           | rescissione contrattuale |
| C                | Mirko Eramo      | Benevento | definitivo               |
| A                | Antonio Cassano  |           | rescissione contrattuale |
| Altre operazioni |                  |           |                          |
| R.               | Nome             | da        | Modalità                 |
| C                | Valerio Verre    | Pescara   | prestito                 |

## Risultati

### Serie A

#### Girone di andata
| Arbitro: | Mariani (Aprilia) |

|  |           |            |
|  | Marcatori | 37’ Muriel |

| Arbitro: | Doveri (Roma) |

|                                     |           |            |
| Quagliarella 35’ (rig.) Barreto 45’ | Marcatori | 27’ Kessié |

| Arbitro: | Giacomelli (Trieste) |

|                                       |           |                             |
| Salah 8’ Džeko 61’ Totti 90+3’ (rig.) | Marcatori | 18’ Muriel 41’ Quagliarella |

| Arbitro: | Irrati (Pistoia) |

|  |           |           |
|  | Marcatori | 85’ Bacca |

| Arbitro: | Calvarese (Teramo) |

|                      |           |  |
| Verdi 45’ Destro 50’ | Marcatori |  |

| Arbitro: | Gavillucci (Latina) |

|                               |           |               |
| João Pedro 37’ Melchiorri 88’ | Marcatori | 86’ Fernandes |

| Arbitro: | Mariani (Aprilia) |

|                 |           |                 |
| Fernandes 90+5’ | Marcatori | 60’ Nestorovski |

| Arbitro: | Celi (Bari) |

|                |           |                       |
| Campagnaro 23’ | Marcatori | 12’ (aut.) Campagnaro |

| Arbitro: | Tagliavento (Terni) |

|                            |           |               |
| Muriel 12’ Izzo 47’ (aut.) | Marcatori | 24’ L. Rigoni |

| Arbitro: | Russo (Nola) |

|                                           |           |            |
| Mandžukić 4’ Chiellini 9’, 87’ Pjanić 65’ | Marcatori | 57’ Schick |

| Arbitro: | Mazzoleni (Bergamo) |

|                  |           |  |
| Quagliarella 44’ | Marcatori |  |

| Arbitro: | Rizzoli (Bologna) |

|                  |           |            |
| Bernardeschi 37’ | Marcatori | 57’ Muriel |

| Arbitro: | Doveri (Roma) |

|                                           |           |                         |
| Quagliarella 84’ Muriel 85’, 90+1’ (rig.) | Marcatori | 64’ F. Ricci 74’ Ragusa |

| Arbitro: | Maresca (Napoli) |

|                |           |               |
| Falcinelli 43’ | Marcatori | 71’ Fernandes |

| Arbitro: | Orsato (Schio) |

|                          |           |  |
| Barreto 51’ Schick 90+5’ | Marcatori |  |

| Arbitro: | Russo (Nola) |

|            |           |                                 |
| Schick 89’ | Marcatori | 40’ Milinković-Savić 44’ Parolo |

| Arbitro: | Mariani (Aprilia) |

|                                     |           |              |
| Meggiorini 9’ Pellissier 42’ (rig.) | Marcatori | 90+3’ Schick |

| Genova 22 dicembre 2016, ore 20:45 CET 18ª giornata | Sampdoria           | 0 – 0 referto | Udinese | Stadio Luigi Ferraris (17526 spett.)\| Arbitro: \| Gavillucci (Latina) \| |
| Arbitro:                                            | Gavillucci (Latina) |               |         |                                                                           |

| Arbitro: | Di Bello (Brindisi) |

|                              |           |                  |
| Gabbiadini 77’ Tonelli 90+5’ | Marcatori | 30’ (aut.) Hysaj |

#### Girone di ritorno
| Genova 15 gennaio 2017, ore 15:00 CET 20ª giornata | Sampdoria   | 0 – 0 referto | Empoli | Stadio Luigi Ferraris (19056 spett.)\| Arbitro: \| Celi (Bari) \| |
| Arbitro:                                           | Celi (Bari) |               |        |                                                                   |

| Arbitro: | Rizzoli (Bologna) |

|                  |           |  |
| Gómez 55’ (rig.) | Marcatori |  |

| Arbitro: | Mazzoleni (Bergamo) |

|                                 |           |                    |
| Praet 21’ Schick 71’ Muriel 73’ | Marcatori | 5’ Peres 66’ Džeko |

| Arbitro: | Guida (Torre Annunziata) |

|  |           |                   |
|  | Marcatori | 70’ (rig.) Muriel |

| Arbitro: | Fabbri (Ravenna) |

|                                               |           |              |
| Muriel 82’ (rig.) Schick 83’ Mbaye 88’ (aut.) | Marcatori | 18’ Džemaili |

| Arbitro: | Massa (Imperia) |

|                  |           |         |
| Quagliarella 22’ | Marcatori | 6’ Isla |

| Arbitro: | Doveri (Roma) |

|                        |           |                  |
| Nestorovski 31’ (rig.) | Marcatori | 90’ Quagliarella |

| Arbitro: | Massa (Imperia) |

|                                           |           |           |
| Fernandes 18’ Quagliarella 58’ Schick 68’ | Marcatori | 32’ Cerri |

| Arbitro: | Orsato (Schio) |

|  |           |            |
|  | Marcatori | 71’ Muriel |

| Arbitro: | Tagliavento (Terni) |

|  |           |             |
|  | Marcatori | 7’ Cuadrado |

| Arbitro: | Celi (Bari) |

|                   |           |                                    |
| D. D'Ambrosio 35’ | Marcatori | 50’ Schick 85’ (rig.) Quagliarella |

| Arbitro: | Russo (Nola) |

|                          |           |                           |
| Fernandes 5’ Álvarez 71’ | Marcatori | 60’ Rodríguez 89’ Babacar |

| Arbitro: | Pairetto (Nichelino) |

|                       |           |            |
| Ragusa 49’ Acerbi 56’ | Marcatori | 28’ Schick |

| Arbitro: | Rizzoli (Bologna) |

|            |           |                         |
| Schick 20’ | Marcatori | 67’ Falcinelli 80’ Simy |

| Arbitro: | Massa (Imperia) |

|            |           |            |
| Iturbe 78’ | Marcatori | 12’ Schick |

| Arbitro: | Mazzoleni (Bergamo) |

|                                                                                                |           |                                          |
| Keita Baldé 2’ Immobile 19’ (rig.), 70’ Hoedt 36’ F. Anderson 38’ (rig.) de Vrij 45’ Lulić 65’ | Marcatori | 32’ Linetty 72’, 90’ (rig.) Quagliarella |

| Arbitro: | Maresca (Napoli) |

|                  |           |             |
| Quagliarella 11’ | Marcatori | 46’ Inglese |

| Arbitro: | Pinzani (Empoli) |

|            |           |                   |
| Théréau 5’ | Marcatori | 64’ (rig.) Muriel |

| Arbitro: | Banti (Livorno) |

|                              |           |                                                 |
| Quagliarella 50’ Álvarez 90’ | Marcatori | 36’ Mertens 42’ Insigne 49’ Hamšík 65’ Callejón |

### Coppa Italia

#### Turni preliminari
| Arbitro: | Fabbri (Ravenna) |

|                             |           |  |
| Muriel 22’, 63’ Budimir 68’ | Marcatori |  |

| Arbitro: | Fabbri (Ravenna) |

|                               |           |  |
| Álvarez 11’ Schick 72’, 90+1’ | Marcatori |  |

#### Fase finale
| Arbitro: | Calvarese (Teramo) |

|                                               |           |  |
| Nainggolan 39’, 90’ Džeko 47’ El Shaarawy 61’ | Marcatori |  |

## Statistiche

### Statistiche di squadra
| Competizione | Punti | In casa | In casa | In casa | In casa | In casa | In casa | In trasferta | In trasferta | In trasferta | In trasferta | In trasferta | In trasferta | Totale | Totale | Totale | Totale | Totale | Totale | D.R. |
| Competizione | Punti | G       | V       | N       | P       | Gf      | Gs      | G            | V            | N            | P            | Gf           | Gs           | G      | V      | N      | P      | Gf     | Gs     | D.R. |
| ------------ | ----- | ------- | ------- | ------- | ------- | ------- | ------- | ------------ | ------------ | ------------ | ------------ | ------------ | ------------ | ------ | ------ | ------ | ------ | ------ | ------ | ---- |
| Serie A      | 48    | 19      | 8       | 6       | 5       | 28      | 23      | 19           | 4            | 6            | 9            | 21           | 32           | 38     | 12     | 12     | 14     | 49     | 55     | -6   |
| Coppa Italia | -     | 2       | 2       | 0       | 0       | 6       | 0       | 1            | 0            | 0            | 1            | 0            | 4            | 3      | 2      | 0      | 1      | 6      | 4      | +2   |
| Totale       | 48    | 21      | 10      | 6       | 5       | 34      | 23      | 20           | 4            | 6            | 10           | 20           | 36           | 41     | 14     | 12     | 15     | 54     | 59     | -5   |

### Andamento in campionato
| Giornata  | 1 | 2 | 3 | 4 | 5  | 6  | 7  | 8  | 9  | 10 | 11 | 12 | 13 | 14 | 15 | 16 | 17 | 18 | 19 | 20 | 21 | 22 | 23 | 24 | 25 | 26 | 27 | 28 | 29 | 30 | 31 | 32 | 33 | 34 | 35 | 36 | 37 | 38 |
| --------- | - | - | - | - | -- | -- | -- | -- | -- | -- | -- | -- | -- | -- | -- | -- | -- | -- | -- | -- | -- | -- | -- | -- | -- | -- | -- | -- | -- | -- | -- | -- | -- | -- | -- | -- | -- | -- |
| Luogo     | T | C | T | C | T  | T  | C  | T  | C  | T  | C  | T  | C  | T  | C  | C  | T  | C  | T  | C  | T  | C  | T  | C  | C  | T  | C  | T  | C  | T  | C  | T  | C  | T  | T  | C  | T  | C  |
| Risultato | V | V | P | P | P  | P  | N  | N  | V  | P  | V  | N  | V  | N  | V  | P  | P  | N  | P  | N  | P  | V  | V  | V  | N  | N  | V  | V  | P  | V  | N  | P  | P  | N  | P  | N  | N  | P  |
| Posizione | 7 | 2 | 5 | 8 | 12 | 15 | 15 | 15 | 14 | 16 | 12 | 13 | 10 | 10 | 9  | 9  | 13 | 12 | 12 | 13 | 14 | 12 | 10 | 10 | 10 | 10 | 10 | 9  | 9  | 9  | 9  | 9  | 10 | 10 | 10 | 10 | 10 | 10 |

Legenda:

Luogo: C = Casa; T = Trasferta. Risultato: V = Vittoria; N = Pareggio; P = Sconfitta.

### Statistiche dei giocatori
Sono in corsivo i calciatori che hanno lasciato la società a stagione in corso.
| Giocatore       | Serie A  | Serie A | Serie A     | Serie A    | Coppa Italia | Coppa Italia | Coppa Italia | Coppa Italia | Totale   | Totale | Totale      | Totale     |
| Giocatore       | Presenze | Reti    | Ammonizioni | Espulsioni | Presenze     | Reti         | Ammonizioni  | Espulsioni   | Presenze | Reti   | Ammonizioni | Espulsioni |
| --------------- | -------- | ------- | ----------- | ---------- | ------------ | ------------ | ------------ | ------------ | -------- | ------ | ----------- | ---------- |
| R. Álvarez      | 21       | 2       | 3           | 1          | 2            | 1            | 0            | 0            | 23       | 3      | 3           | 1          |
| S. Amuzie       | 0        | 0       | 0           | 0          | 0            | 0            | 0            | 0            | 0        | 0      | 0           | 0          |
| I. Baldé        | 0        | 0       | 0           | 0          | 0            | 0            | 0            | 0            | 0        | 0      | 0           | 0          |
| E. Barreto      | 32       | 2       | 4           | 1          | 1            | 0            | 0            | 0            | 33       | 2      | 4           | 1          |
| D. Baumgartner  | 0        | 0       | 0           | 0          | 0            | 0            | 0            | 0            | 0        | 0      | 0           | 0          |
| B. Bereszyński  | 13       | 0       | 1           | 0          | 1            | 0            | 0            | 0            | 14       | 0      | 1           | 0          |
| A. Budimir      | 11       | 0       | 0           | 0          | 3            | 1            | 0            | 0            | 14       | 1      | 0           | 0          |
| C. Carbonero    | 0        | 0       | 0           | 0          | 0            | 0            | 0            | 0            | 0        | 0      | 0           | 0          |
| P. Cavagnaro    | 0        | -0      | 0           | 0          | 0            | -0           | 0            | 0            | 0        | -0     | 0           | 0          |
| A. Cassano      | 0        | 0       | 0           | 0          | 0            | 0            | 0            | 0            | 0        | 0      | 0           | 0          |
| L. Castán       | -        | -       | -           | -          | 0            | 0            | 0            | 0            | 0        | 0      | 0           | 0          |
| L. Cigarini     | 4        | 0       | 3           | 0          | 3            | 0            | 1            | 0            | 7        | 0      | 4           | 0          |
| Dodô            | 7        | 0       | 0           | 0          | 2            | 0            | 0            | 0            | 9        | 0      | 0           | 0          |
| F. Đuričić      | 19       | 0       | 4           | 0          | 2            | 0            | 0            | 0            | 21       | 0      | 4           | 0          |
| M. Eramo        | 1        | 0       | 0           | 0          | 1            | 0            | 0            | 0            | 2        | 0      | 0           | 0          |
| B. Fernandes    | 33       | 5       | 2           | 0          | 2            | 0            | 0            | 0            | 35       | 5      | 2           | 0          |
| G. Hutvágner    | 0        | -0      | 0           | 0          | 0            | -0           | 0            | 0            | 0        | -0     | 0           | 0          |
| D. Ivan         | 0        | 0       | 0           | 0          | 0            | 0            | 0            | 0            | 0        | 0      | 0           | 0          |
| L. Krajnc       | 0        | 0       | 0           | 0          | 1            | 0            | 0            | 0            | 1        | 0      | 0           | 0          |
| T. Krapikas     | 0        | -0      | 0           | 0          | 0            | -0           | 0            | 0            | 0        | -0     | 0           | 0          |
| K. Linetty      | 35       | 1       | 5           | 0          | 3            | 0            | 0            | 0            | 38       | 1      | 5           | 0          |
| L. Muriel       | 31       | 11      | 3           | 1          | 1            | 2            | 0            | 0            | 32       | 13     | 3           | 1          |
| A. Palombo      | 4        | 0       | 1           | 0          | 1            | 0            | 0            | 0            | 5        | 0      | 1           | 0          |
| D. Pavlović     | 9        | 0       | 2           | 0          | 1            | 0            | 0            | 0            | 10       | 0      | 2           | 0          |
| P. Pereira      | 12       | 0       | 5           | 0          | 0            | 0            | 0            | 0            | 12       | 0      | 5           | 0          |
| D. Praet        | 32       | 1       | 4           | 0          | 2            | 0            | 0            | 0            | 34       | 1      | 4           | 0          |
| C. Puggioni     | 21       | -35     | 3           | 0          | 2            | -4           | 0            | 0            | 23       | -39    | 3           | 0          |
| F. Quagliarella | 37       | 12      | 2           | 0          | 1            | 0            | 0            | 0            | 38       | 12     | 2           | 0          |
| V. Regini       | 34       | 0       | 5           | 0          | 3            | 0            | 1            | 0            | 37       | 0      | 6           | 0          |
| J. Sala         | 20       | 0       | 5           | 0          | 1            | 0            | 0            | 0            | 21       | 0      | 5           | 0          |
| P. Schick       | 32       | 11      | 2           | 0          | 2            | 2            | 0            | 0            | 34       | 13     | 2           | 0          |
| M. Silvestre    | 35       | 0       | 2           | 1          | 2            | 0            | 0            | 0            | 37       | 0      | 2           | 1          |
| L. Šimić        | 0        | 0       | 0           | 0          | 0            | 0            | 0            | 0            | 0        | 0      | 0           | 0          |
| M. Škriniar     | 35       | 0       | 4           | 1          | 0            | 0            | 0            | 0            | 35       | 0      | 4           | 1          |
| A. Tessiore     | 0        | 0       | 0           | 0          | 0            | 0            | 0            | 0            | 0        | 0      | 0           | 0          |
| M. Tomić        | 0        | 0       | 0           | 0          | 0            | 0            | 0            | 0            | 0        | 0      | 0           | 0          |
| L. Torreira     | 35       | 0       | 7           | 0          | 1            | 0            | 1            | 0            | 36       | 0      | 8           | 0          |
| A. Tozzo        | 0        | -0      | 0           | 0          | 0            | -0           | 0            | 0            | 0        | -0     | 0           | 0          |
| E. Viviano      | 17       | -20     | 5           | 0          | 1            | -0           | 0            | 0            | 18       | -20    | 5           | 0          |
| G. Vrioni       | 0        | 0       | 0           | 0          | 0            | 0            | 0            | 0            | 0        | 0      | 0           | 0          |